# Rodney McGee
Rodney McGee (ur. 11 marca 1974 w Blacktown) – australijski kolarz torowy i szosowy, dwukrotny medalista torowych mistrzostw świata.

## Kariera
Pierwszy sukces w karierze Rodney McGee osiągnął w 1991 roku, kiedy na mistrzostwach świata juniorów zdobył brązowy medal w drużynowym wyścigu na dochodzenie. Rok później powtórzył ten wynik w tej samej kategorii wiekowej. W 1994 roku wystartował na mistrzostwach świata w Palermo, gdzie wspólnie z Timem O’Shannesseym, Brettem Aitkenem i Stuartem O’Gradym zdobył brązowy medal w drużynowym wyścigu na dochodzenie. Ponadto podczas mistrzostw świata w Bogocie w 1995 roku Australijczycy w składzie: Bradley McGee, Stuart O’Grady, Rodney McGee i Tim O’Shannessey zdobyli złoty medal w tej konkurencji. McGee wygrał także parę lokalnych wyścigów szosowych, a w 2004 roku został wicemistrzem kraju w madisonie. Nigdy nie startował na igrzyskach olimpijskich.